# Ancile
Ancile (l.mn. ancilia) – mityczna tarcza owalna, stanowiąca dla Rzymian pradawny obiekt kultowy. 
Według tradycyjnego przekazu miała spaść z nieba jako symbol ochrony miasta podczas zarazy, jaka wybuchła za panowania króla Numy Pompiliusza. Według Warrona nazwa ta pochodzi od ancisu (wykrojony, wycięty), co określa szczególny kształt tarczy. 
Pojawienie jej łączyło się z przepowiednią, że od dalszego jej istnienia uzależnione będzie trwanie i potęga państwa rzymskiego. Za radą wieszczki Egerii, dla uniemożliwienia kradzieży lub rozpoznania oryginału, Numa polecił wykonać 11 dokładnych kopii tej tarczy. W przypadku zagrożenia miały one samoczynnie wprawiać się w ruch.
Miejscem ich przechowywania była początkowo Regia, później znajdowały się w świątyni Marsa pod opieką jego kapłanów zwanych saliami. Co roku w marcu i październiku nieśli je oni w uroczystych procesjach organizowanych ku czci boga Marsa i w pełnym uzbrojeniu wykonywali prastary taniec wojenny, z tarczą na lewym ramieniu. 